# New York 2140
New York 2140 (titre original : New York 2140) est un roman de science-fiction américain, écrit par Kim Stanley Robinson, publié aux États-Unis en 2017 puis traduit en français et paru en  2020 aux éditions Bragelonne.

## Contexte
La ville de New York a été en partie submergée, à la suite de la montée du niveau des océans en conséquence au réchauffement climatique. À travers une multitude de personnages, qui ont comme point commun de vivre dans un gratte-ciel semi-immergé, la Met Life Tower, ce roman décrit la manière dont les habitants de New York vivent dans cet environnement transformé.

## Personnages
- Mutt et Jeff, développeurs informatiques spécialisés dans la finance.
- Gen Octaviasdottir, inspecteur de police.
- Charlotte Armstrong, travaillant pour les services d'immigration, et active dans la coopérative propriétaire de l'immeuble.
- Vlade Marovich, intendant de l'immeuble, il surveille l'étanchéité des étages immergés.
- Franklin Garr, un trader créateur d'un index permettant la spéculation sur les propriétés immobilières immergées. Il se rend à son travail en parcourant les canaux de la ville dans son catamaran high-tech.

## Éditions
- New York 2140, Orbit, 14 mars 2017, 613 p.  (ISBN 978-0-316-26234-7)
- New York 2140, Bragelonne, coll. « SF », 18 novembre 2020, trad. Sylvie Denis, 672 p.  (ISBN 979-10-281-1437-4)
- New York 2140, Bragelonne, coll. « SF Poche », 17 août 2022, trad. Sylvie Denis, 864 p.  (ISBN 979-10-281-1882-2)